# سمير سليماني
سمير سليماني  حارس كرة قدم سعودي سابق. لعب سابقاً مع نادي الأهلي، كما مثل المنتخب السعودي.

## المشاركات مع المنتخب السعودي
- كأس الخليج 1986
- دورة الألعاب العربية 1985
- دورة الألعاب الآسيوية 1986
- كأس العرب 1985
- مباريات ودية دولية